# Lukas Rehder
Lukas Rehder (* 1996) ist ein deutscher American-Football-Spieler.

## Laufbahn
Rehder, Enkel des Basketballnationalspielers Gerd Rehder und Sohn des Basketballspielers Dirk Rehder, spielte als Jugendlicher sieben Jahre Basketball beim SC Rist Wedel. Er besuchte das Johann-Rist-Gymnasium, wo er 2016 sein Abitur bestand. 2014 wechselte er zum American Football und schloss sich der Jugendmannschaft der Hamburg Blue Devils an. 2015 wurde er mit der deutschen U19-Nationalmannschaft in Dresden Vize-Europameister. 2016 wechselte der 1,91 Meter große und auf der Position des Wide Receivers eingesetzte Rehder zu den Kiel Baltic Hurricanes in die GFL, die höchste deutsche Spielklasse. Nach der Saison 2019 wurde Rehder, der ein Studium im Bereich Medien und Kommunikation absolvierte, bei den Kielern als Offensivspieler des Jahres ausgezeichnet.
Zur Saison 2020 wechselte der als beweglicher und fangsicherer Spieler geltende Rehder zum GFL-Aufsteiger Elmshorn Fighting Pirates. Aufgrund der COVID-19-Pandemie wurde die Saison 2020 nicht ausgetragen. 2021 schloss er sich den Hamburg Sea Devils in der europäischen Spielklasse ELF an.